# Westchester County
Westchester County is een county in de Amerikaanse staat New York.
De county heeft een landoppervlakte van 1.121 km² en telt 923.459 inwoners (volkstelling 2000). De hoofdplaats is White Plains.

## Geboren
- Daniel Tompkins (Scarsdale, 1774-1825), vicepresident van de Verenigde Staten (1817-1825) en gouverneur van New York (1807-1817)
- Frank William Abagnale jr. (1948), voormalig oplichter en zakenman wiens leven werd verfilmd
- Sophia Gennusa (2003), actrice